# Endophragmiella resinae
Endophragmiella resinae är en svampart som beskrevs av P.M. Kirk 1981. Endophragmiella resinae ingår i släktet Endophragmiella och familjen Helminthosphaeriaceae.   Inga underarter finns listade i Catalogue of Life.